# Севориан
Севориан (англ. Sevorian, ориг. sievrøsku) —  искусственный  северославянский язык, над созданием которого работал Джеймс Кэмпбелл в 1992-1997 гг. (с 1996 г. в сотрудничестве с Алексисом Хансеном). Задуман как якобы развившийся под  скандинавским влиянием в изоляции от других славянских языков.

## Фонология
Алфавит — латиница с  диакритическими знаками; ранний вариант содержал букву Ḣ ḣ, но она не использовалась и в 1997 г. была исключена.
| Буква | МФА | Буква | МФА      | Буква | МФА | Буква | МФА | Буква | МФА | Буква | МФА |
| ----- | --- | ----- | -------- | ----- | --- | ----- | --- | ----- | --- | ----- | --- |
| A a   | [a] | F f   | [f]      | K k   | [k] | O o   | [o] | Ṡ ṡ   | [ʃ] | Z z   | [z] |
| B b   | [b] | G g   | [g]      | L l   | [l] | P p   | [p] | T t   | [t] | Ż ż   | [ʒ] |
| D d   | [d] | H h   | [h]      | M m   | [m] | R r   | [r] | U u   | [u] | Ø ø   | [@] |
| E e   | [e] | I i   | [i], [j] | N n   | [n] | S s   | [s] | V v   | [v] |       |     |

Ударение падает либо на первый слог (если он образован не при помощи ø), либо на долгие, удваиваемые на письме гласные. Удвоенные согласные обычно не используются.
В  заимствованных словах qu/qv передаётся как kf. Фонетические соответствия в шведских заимствованиях: ng > n, a > a, e > e, i > i, o > u, u > u, å > o, ä > e, ö > ø. Долгие гласные на письме удваиваются (швед. förening > føørenin).
Допустимые сочетания согласных (* — только в заимствованиях):

bl br

dr dv dz dż

fl fn fr

gl gr gv

hl hr

kf* kl kn kr

ml

pr ps* pv

sk sl sm sn sp sr st sv

ṡk ṡl ṡm ṡn ṡp ṡr ṡt ṡv

tr tv

vl

zl zn zv

żl żn żv

## Морфология

#### Существительное
Существительные, включая имена собственные, всегда оканчиваются на согласные (vol "воля", siestør "сестра", pritṡin "причина", stroov "здоровье", derev "дерево, древесина", neżel "воскресенье", tṡesøl "число") — в том числе за счёт добавления -h (maih "май") или метатезы; известны словообразовательные морфемы -nih "-ие" и -ost "-ость". 
К существительным добавляются постфиксы следующих типов:
- Постфикс множественного числа -ii (перед другими постфиксами -i): брат — bratør, братья — bratørii.
- Определённый артикль -at (для форм множественного числа -iat): bratør — bratørat, bratørii — bratøriat
- Постфикс -eṡ для собирательных существительных: vlois "волос" —  vloiseṡ "волосьё"
- Послелог для дополнений: -pø "после" (minøpø "после меня"), -zaa "за, позади" (kotatzaa "позади кошки"), -øi "возле, около, рядом" (suu tvinøi "я возле тебя"), -øz "из" (ist nee Sievrihøz "он не из Севории"), -vø "в, внутрь" (etløt ed-derevvusat anievø "мокрица вошла внутрь этого"), -øṡ "от" (piisnu Iakebøṡ "написано от Джейкоба"), -nø "на, поверх" (aniinø "на них"), -nød "свыше, более" (dvadesetnød siestørii vliṡu "более двадцати старших сестёр"), -kø "к" (skasløta minøkø "она говорила [ко] мне"), -pød "под, менее" (derevvusii derevatpød "мокрица под деревом"), -biz "без" (dvaa tudienii vietørbiz "две недели без ветра"), -dila "для" (ist eta Aleksisdila "это для Алексиса"), -pred "перед, спереди" (il ist tvinpred? "это спереди тебя?"), -dø "[вплоть] до" (neżelødø "до воскресенья"), -sø "с" (il etdøsx minøsø? "ты пойдёшь со мной?"), -øp "при, у, в" (istie Barinuhøp "это [находится] в/при Баринухе").

#### Местоимение
Прямые падежные формы личных местоимений отсутствуют, есть лишь косвенные: min (меня/мне/мной), tvin (тебя/тебе/тобой), an (его/ему/им), ana (её/ей/ею), anie (его/ему/им), nan (нас/нам/нами), vin (вас/вам/вами), anii (их/им/ими).

Притяжательные местоимения (ставятся после существительного — siestør møi "моя сестра"): møi (мой), tvøi (твой), anṡ (его), anaṡ (её), anieṡ (его), neṡ (наш), veṡ (ваш), aniiṡ (их).

Указательные местоимения: eta "то, это", etii "те, эти".

#### Прилагательное
Ставится после существительного и не согласовано с ним по числу. Оканчивается на -u: luṡu "лысый", dorgu "дорогой", vliṡu "большой", anglisku "английский", strovu "здоровый", novu "новый", vietru "ветреный", mliku "мелкий", sievru "северный".

#### Наречие
Ставится в любом месте предложения перед определяемым словом: esøt et-Ian pibeṡ vøsektaa mliku ("Джон ест всегда мелкую рыбу"), vøsektaa esøt et-Ian pibeṡ mliku ("Джон всегда ест мелкую рыбу"). 

#### Глагол
Инфинитив оканчивается на -tø: dørżtø "держать", gøvortø "говорить", iøṡpeltø "делать, выполнять", letṡtø "лечить", liibtø "любить", skastø "сказать", uutṡtø "учить", piistø "писать", aarbtø "работать, функционировать", ettø "идти", estø "есть", daartø "давать".
Для форм настоящего времени -tø заменяется на следующие окончания:

Я: -uu

Ты: -øṡ

Он/Она/Оно: -øt(i)/ -øt(a)/ -øt(ie)

Мы: -øm

Вы: -øtṡ

Они: -ut
Если корень глагола оканчивается на гласную, перед окончанием вставляется -i- : videiuu "я вижу", videiøtṡ "ты видишь"
Императив образуется с помощью вставки -ż- перед окончанием: esżøṡ! "ешь!"
|               | Прошедшее время | Настоящее время | Будущее время |
| ------------- | --------------- | --------------- | ------------- |
| 1 лицо ед. ч  | buluu           | suu             | buduu         |
| 1 лицо мн. ч  | buløm           | isøm            | budøm         |
| 2 лицо ед. ч  | buløṡ           | iṡ              | budøṡ         |
| 2 лицо мн. ч  | buløtṡ          | isøtṡ           | budøtṡ        |
| 3 лицо ед. ч. | buløt           | ist             | budøt         |
| 3 лицо мн. ч  | bulut           | sut             | budut         |

Формы прошедшего времени образуются вставкой -l- перед окончанием настоящего времени: daarløt "он дал". В глаголах несовершенного вида перед суффиксом -l- вставляется -[o]v : esluu "(я) съел"— esovluu "(я) ел".
Формы будущего времени образуются вставкой -d- перед окончанием настоящего времени: daardøt "он даст".

#### Причастие
Причастия характеризуются постфиксом -nu.

#### Числительное
| Число | Перевод | Число | Перевод     | Число | Перевод    |
| ----- | ------- | ----- | ----------- | ----- | ---------- |
| 1     | iedøn   | 11    | iednødest   | 30    | trideset   |
| 2     | dvaa    | 12    | dvanødest   | 40    | ṡtirdeset  |
| 3     | trii    | 13    | trinødest   | 50    | petdeset   |
| 4     | ṡøtir   | 14    | ṡtirnødest  | 60    | ṡestdeset  |
| 5     | pet     | 15    | petnødest   | 70    | sedømdeset |
| 6     | ṡest    | 16    | ṡestnødest  | 80    | osømdeset  |
| 7     | sedøm   | 17    | sedmødest   | 90    | devetdeset |
| 8     | osøm    | 18    | osmødest    | 100   | sta        |
| 9     | devet   | 19    | devetnødest | 1000  | tisøtṡ     |
| 10    | deset   | 20    | dvadeset    |       |            |

Порядковые числительные, как и прилагательные, оканчиваются на -u: prevu "первый", dvahu "второй", tritu "третий", ṡtiru "четвёртый", petu "пятый", ṡestu "шестой", sedmu "седьмой", osmu "восьмой", devetu "девятый", desetu "десятый".

#### Предлог
Известен только один предлог øb "о(б)": øb min "обо мне".

## Синтаксис
Порядок слов в предложении — VSO. Подлежащее обозначается префиксом et- (ed- перед звонкими согласными) или iet- (ied- перед звонкими согласными), если глагол оканчивается на гласную: esøtie iet-pibat "рыба ест". Для сравнения: esøt Ian "<...> ест Джона", но esøt et-Ian "Джон ест".
Вопросительные предложения образуются с помощью частицы il ( il iṡ? "ты ли есть?" аналогично англ. are you?), а также вопросительных слов keta "какой?/который (из)?" и seta "что (за)?/какой?"

## Лексика
| Слово    | Перевод | Слово     | Перевод     | Слово  | Перевод | Слово     | Перевод     |
| -------- | ------- | --------- | ----------- | ------ | ------- | --------- | ----------- |
| liib     | любовь  | pøneżelik | понедельник | ṡreed  | среда   | svit      | мир         |
| dekember | декабрь | mart      | март        | iun    | июнь    | september | сентябрь    |
| vietṡør  | вечер   | dvahik    | вторник     | ṡtirik | четверг | psaløm    | псалом      |
| ii       | и       | du        | да          | ned    | нет     | nee       | не          |
| ianvar   | январь  | apriil    | апрель      | iul    | июль    | oktoober  | октябрь     |
| febrar   | февраль | tudien    | неделя      | avgust | август  | november  | ноябрь      |
| voskar   | скоро   | sabat     | суббота     | petik  | пятница | neżel     | воскресенье |

## Примеры фраз
Dorøg, seta pritṡin sut ed-derevvusii vloisvø tvøi?

Дорогуша, почему в твоих волосах мокрицы?
Est letṡnih novu luṡostkø.

Это новое лекарство от лысины.
Nu isx nee luṡu.

Но ты не лысый/лысая.
Videiøṡ, aarbøt du!

Видишь, оно работает!
Здравствуй

Stroov
Ты говоришь по-английски?

Il skasøṡ Anglisku?
До свидания

Videduu tvin voskar